# フィステーラ
フィステーラ（Fisterra）は、スペイン北西部ガリシア州ア・コルーニャ県の自治体である、コマルカ・デ・フィステーラに属する。ガリシア統計局によると、2011年の人口は4,983人（2010年：4,995人、2009年：5,005人、2007年：4,971人、2006年：5,009人、2005年：5,042人、2004年：5,093人、2003年：5,141人）。住民呼称はfisterrán/-rrá。カスティーリャ語表記はFinisterre（フィニステレ）。自治体内に、サンティアゴ・デ・コンポステーラの巡礼路の最終地点であるフィステーラ岬（フィニステレ岬）がある。
スペイン語表記はFinisterre（フィニステーレ）であり、ガリシア語の表記がFisterra（フィステーラ）。
ガリシア語話者の自治体住民に占める割合は71.21％（2011年）。

## 概要
フィステーラは、岩がちで難破が多発するコスタ・ダ・モルテ（Costa da Morte、死の海岸）に面している。フィステーラという地名は『地の果て』を意味する。この名前は、他から隔絶した半島上に定住地があったことと、スペインの西端にあたることから発生している。古い港のある漁村である。
先史時代のケルト人が聖地とした場所であり、キリスト教以前の信仰の遺跡が残る。

## 地理
フィステーラはア・コルーニャ県の最西端に位置し、コマルカ・デ・フィステーラに属する。隣接する自治体は、北のセーのみで、東西南の三方は大西洋に面する、半島となっている。
フィステーラはコルクビョン司法管轄区に属す。

### 人口
| フィステーラの人口推移 1900－2010                       |
|                                                         |
| 出典:INE（スペイン国立統計局）1900年 - 1991年、1996年 - |

## 政治
自治体首長は、ガリシア国民党（PPdeG）のホセ・マヌエル・トラーバ・フェルナンデス（José Manuel Traba Fernández）、自治体評議員はガリシア国民党：7、ガリシア社会党（PSdeG-PSOE）：3、ガリシア民族主義ブロック（BNG）：2となっている（2011年5月22日の自治体選挙結果、得票順）。
| 1999年6月13日自治体選挙 |        |        |          |
| 政党                    | 得票数 | 得票率 | 獲得議席 |
| PPdeG                   | 1,135  | 35.30% | 5        |
| PSdeG-PSOE              | 582    | 18.10% | 2        |
| BNG                     | 549    | 17.08% | 2        |
| UC-CDS                  | 509    | 15.83% | 2        |
| FU                      | 408    | 12.69% | 2        |

| 2003年5月25日自治体選挙 |        |        |          |
| 政党                    | 得票数 | 得票率 | 獲得議席 |
| PPdeG                   | 1,109  | 46.07% | 7        |
| PSdeG-PSOE              | 438    | 18.20% | 2        |
| BNG                     | 333    | 13.83% | 2        |
| CDI                     | 221    | 9.18%  | 1        |
| FU-OV                   | 181    | 7.52%  | 1        |
| CDS                     | 101    | 4.20%  | 0        |

| 2007年5月27日自治体選挙 |        |        |          |
| 政党                    | 得票数 | 得票率 | 獲得議席 |
| PPdeG                   | 1,760  | 50.56% | 7        |
| PSdeG-PSOE              | 760    | 21.83% | 3        |
| BNG                     | 501    | 14.39% | 2        |
| TEGA                    | 425    | 12.21% | 1        |

| 2011年5月22日自治体選挙 |        |        |          |
| 政党                    | 得票数 | 得票率 | 獲得議席 |
| PPdeG                   | 1,503  | 48.97% | 6        |
| PSdeG-PSOE              | 817    | 26.62% | 3        |
| BNG                     | 705    | 22.97% | 2        |

## 教区
フィステーラは4の教区に分けられる。
- ドゥイオ（サン・ビセンソ）
- フィステーラ（サンタ・マリーア）
- サン・マルティーニョ（サン・マルティーニョ）
- サルディニェイロ（サン・ショアン）

## ギャラリー

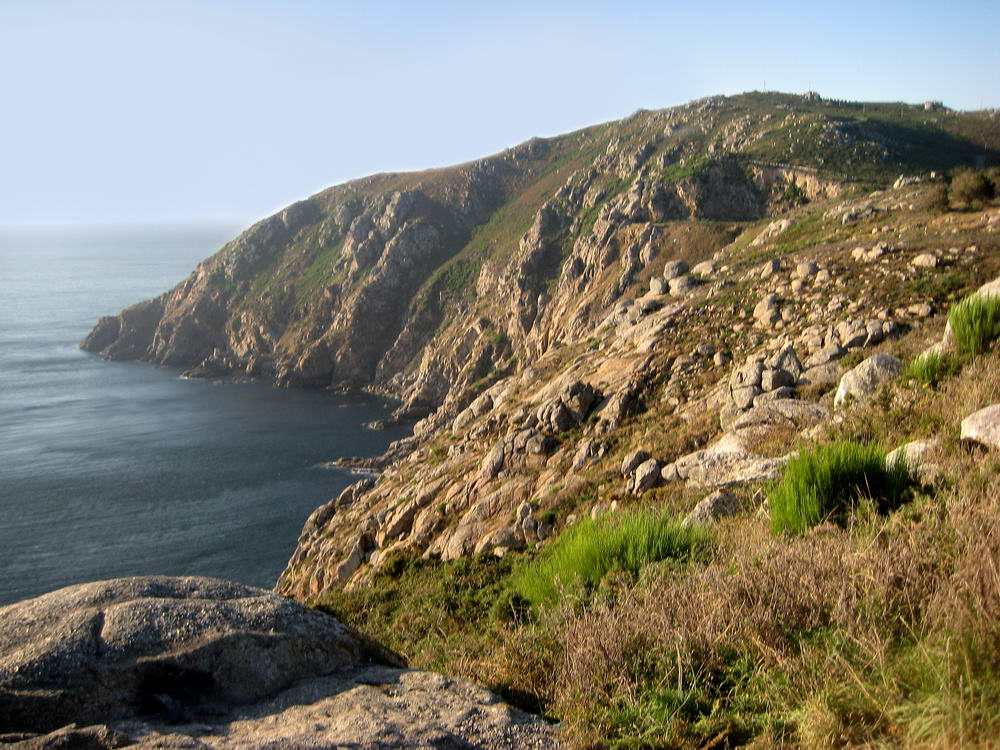
フィステーラ岬
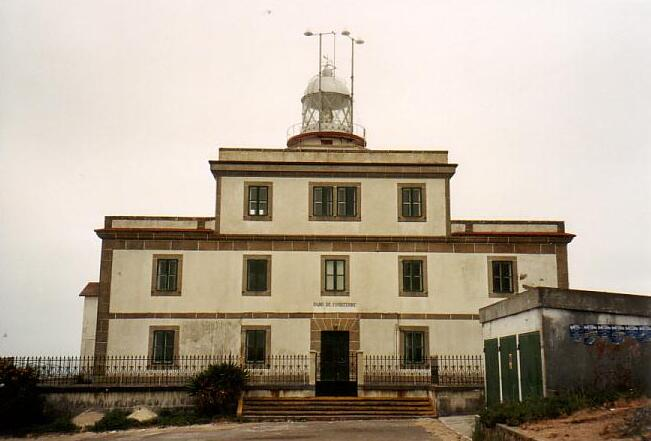
フィステーラ岬の灯台
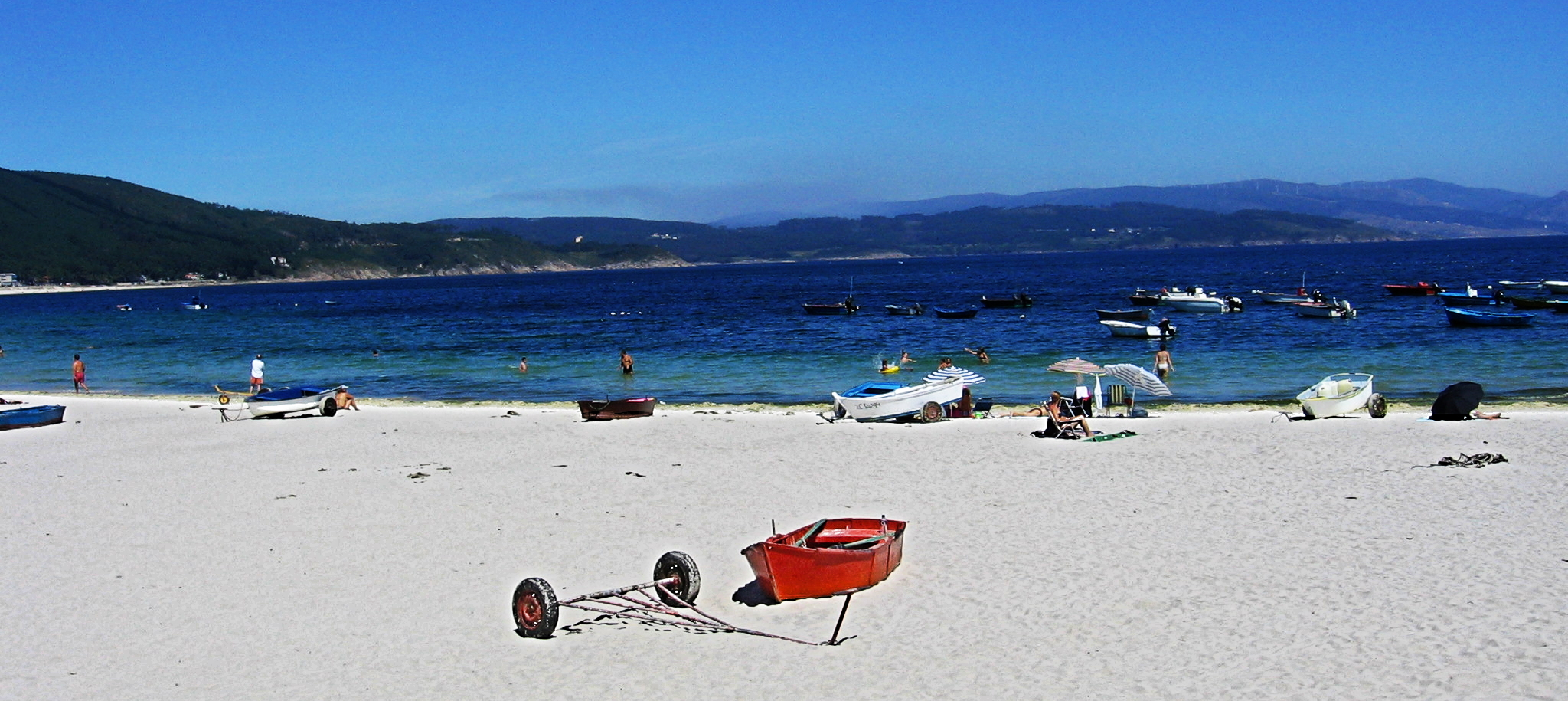
ランゴステイラ海岸
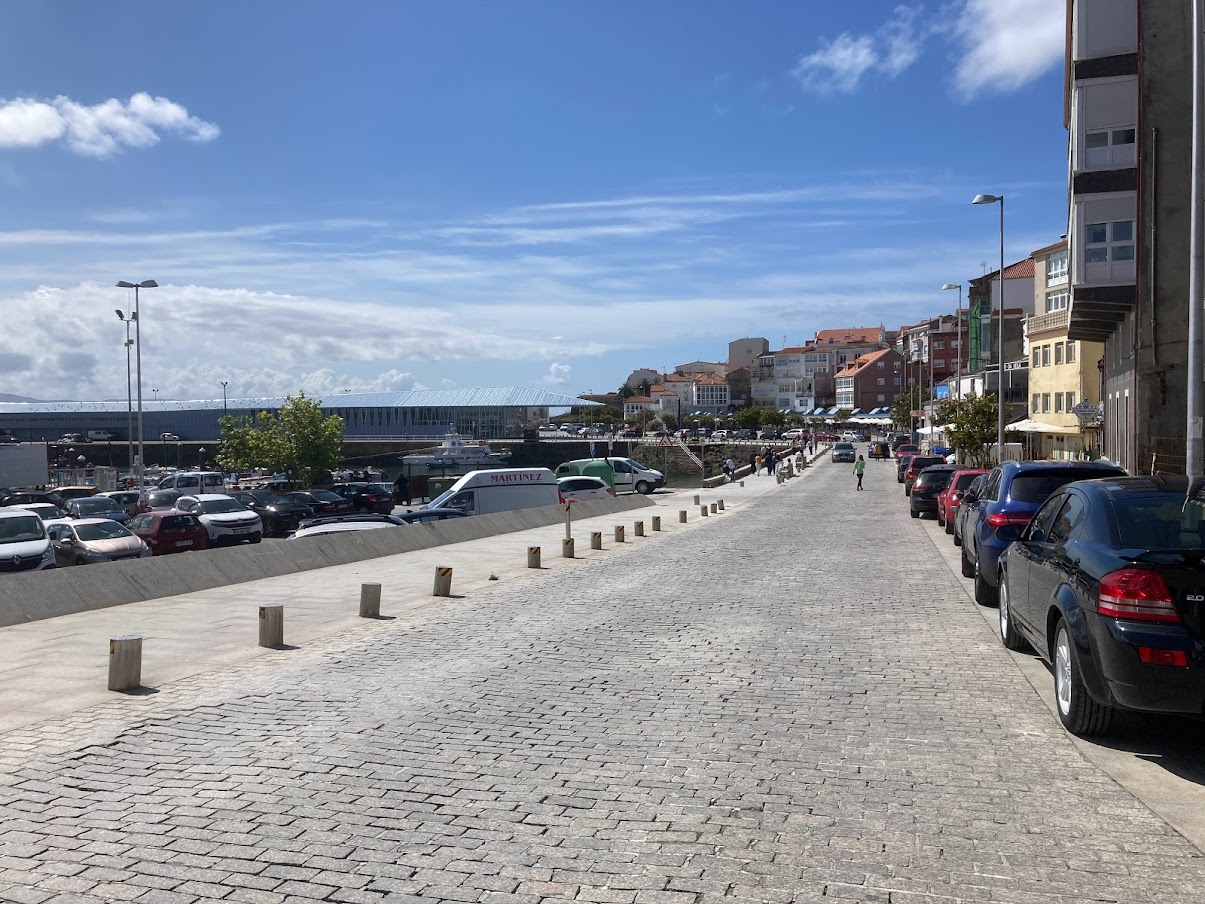
市街地の景観